# Casablanca Records
Casablanca Records — американський лейбл звукозапису, створений 1973 року.
Засновником лейблу Casablanca Records став підприємець Ніл Богарт. Він народився в Нью-Йорку, завжди мріяв про шоубізнес і навіть трохи співав, але потім став працювати у продажах. На початку 1970-х років Богарт був одним з керівників лейблу Buddah Records, найбільш відомого виданням пісень баблгам-поп-гуртів. 1973 року Богарт вирішив заснувати власний лейбл разом із партнером Ларрі Гаррісом. Вони звернулися до кінокомпанії Warner Brothers та домовилися, щоб ті надали фінансову підтримку новому лейблу звукозапису. Назва компанії була запозичена з відомого фільму «Касабланка» 1942 року.
Керівники Casablanca Records почали шукати гідних виконавців, і звернули увагу на нікому не відомий рок-гурт Kiss. Богарту сподобався їхній демо-запис, але він був не в захваті від сценічних образів музикантів, проте лідер Kiss Джин Сіммонс наполягав на тому, щоб залишити фірмовий грим, і Богарт погодився підписати гурт. Іншим виконавцем Casablanca Records став гурт Parliament, який поєднував соул, джаз та фанк. Попри перспективність нових виконавців, за перші півтора року роботи лейблу не вдалося випустити жодної хітової пісні. Warner Brothers розчарувалися в Богарті та вирішили закрити відділення, але врешті-решт дозволили йому викупити лейбл.
Після того, як Casablanca Records набули незалежного статусу, їхні справи пішли вгору. Влітку 1975 року альбом Kiss Alive! потрапив до десятки найкращих записів країни. 1976 року лейбл об'єднався з голлівудською кінокомпанією, утворивши Casablanca Records and Filmworks, де за рік вийшов фільм «Безодня». Також Богарт підписав контракт із рок-гуртом Angel, який мав бути своєрідною противагою Kiss — зокрема, всі п'ятеро музикантів були одягнути в білий спандекс. Коли наприкінці у моду увійшла музика диско, Casablanca Records почали підписувати виконавців танцювальної музики. 1977 року вийшла хітова пісня «I Feel Love» Донни Саммер, а 1979 року «I Was Made For Lovin’ You» Kiss, яка поєднувала хард-рок із диско. Також Богарт підписав диско-гурт Village People, який нагадував йому Kiss, бо кожен з учасників мав власний стиль.
Успіх Casablanca Records призвів до того, що 1977 року PolyGram придбали 50 % компанії. З іншого боку, сам Богарт мав репутацію людини, яка витрачає занадто багато, вживаючи наркотики та влаштовуючи оргії в новому шикарному голлівудському офісі. Коли Polygram почали розбиратися с бухгалтерією, то зрозуміли, що, окрім гучних хітів, компанія мала неабиякі борги. До 1979 року всі виконавці лейблу почали втрачати популярність, диско вийшло з моди, Донна Саммер подала позов на компанії, а Angel майже розпалися. До того ж попри падіння показників продажів, Богарт продовжував підписувати контракти з новими виконавцями, яких у лейбла було вже майже сто. 1980 року Ларрі Гарріс залишив компанію, а невдовзі у PolyGram підрахували, що втратили на Casablanca Records 220 млн доларів, та звільнили Ніла Богарта. І хоча на початку 1980-х років лейбл видав ще декілька успішних записів гуртів Lipps Inc., Captain & Tennile та співачки Ірен Кара, 1986 року Casablanca Records було закрито.
Після відходу з Casablanca Records 1980 року Богарт заснував лейбл Boardwalk Records, на якому виходили записи Джоан Джетт. 1982 року Ніл Богарт вмер від раку, йому було лише 39 років. На початку 2000-х років Universal Music Group відновили імпринт Casablanca Records. Серед іншого, на ньому виходили пісні доньки Джина Сіммонса з Kiss, Софі Сіммонс.